# Larry Cain
Lawrence J. "Larry" Cain (Toronto, 9 de janeiro de 1963) é um velocista canadiano na modalidade de canoagem.
Foi vencedor da medalha de Ouro em C-1 500 metros e da medalha de Prata em C-1 1000 metros em Los Angeles 1984.